# Abd Allah (Timourides)
Pour les articles homonymes, voir Abdallah.
Abd Allah est un personnage historique mongol, neveu du prince-astronome Oulough Beg, fils de Baysunghur Ier, frère de Babur Mirza et grand émir timouride de 1450 à 1451.
Il succéda brièvement à Samarcande à son cousin Abd ul-Latif, le fils parricide d'Oulough Beg. Abu Saïd lui succéda.